# Bryum jamesonii
Bryum jamesonii là một loài rêu trong họ Bryaceae. Loài này được Taylor Müll. Hal. mô tả khoa học đầu tiên năm 1851.